# 楊雪姬
楊雪姬（Serena Yang Hsueh-chi）（1932年—）是一名知名香港慈善家，知名企業家蒙民偉的前妻。

## 生平
1955年畢業於關西學院大學畢業，獲頒文學士學位，1958年嫁給蒙民偉並且誕下三子三女，可是在蒙認識女侍應王蓓芬後便於2001年分居、2002年離婚。1994年，以訪問學生身份在香港大學進修和研究，並且協助成立楊雪姬教學人員研究基金和楊雪姬教育基金以支持心理學系的研究工作。在2010年獲頒發香港大學榮譽博士。